# Callorhinchus callorynchus
Callorhinchus callorynchus е вид химер от семейство Callorhinchidae. Видът не е застрашен от изчезване.

## Разпространение и местообитание
Разпространен е в Бразилия, Перу, Уругвай и Чили.
Обитава крайбрежията и пясъчните дъна на морета и заливи. Среща се на дълбочина от 10 до 116 m, при температура на водата от 3,2 до 17,1 °C и соленост 33,2 – 35,1 ‰.

## Описание
На дължина достигат до 89,2 cm.